# IMA Journal of Numerical Analysis
El IMA Journal of Numerical Analysis es una revista científica trimestral revisada por pares publicada por Oxford University Press en nombre del Instituto de Matemáticas y sus Aplicaciones. Fue establecido en 1981 y cubre todos los aspectos del análisis numérico, incluida la teoría, el desarrollo o el uso de algoritmos prácticos, y las interacciones entre estos aspectos. Los editores en jefe son CM Elliott (Universidad de Warwick), A. Iserles (Universidad de Cambridge) y E. Süli (Universidad de Oxford).

## Resumen e indexación
La revista está resumida e indexada en:
- Current Contents/Physical, Chemical and Earth Sciences[1]
- EBSCO databases
- MathSciNet[2]
- ProQuest databases
- Science Citation Index Expanded[1]
- Scopus[3]
- Zentralblatt Math[4]

Según Journal Citation Reports, la revista tiene un factor de impacto en 2019 de 2,275. 